# Ponte dell'autostrada A1
Il ponte dell'Autostrada A1 è un ponte situato nel comune di Firenze che consente all'autostrada A1 di scavalcare il fiume Arno. 

## Storia
La realizzazione è iniziata nel 1960 per terminare nel 1961. Il progetto è stato curato dalla Società Autostrade S.p.A.
L'allargamento è avvenuto tra il 2002 e il 2007.

## Descrizione
L'opera, per la sua natura, non presenta aspetti architettonici particolari ed è stata realizzata privilegiando l'aspetto strettamente funzionale.
Il ponte dell'Autostrada A1 è lungo 180 metri, ha un'altezza massima di 20 metri, ha cinque campate con una luce massima di 32,20 metri ed è largo 20 metri (recentemente allargato per portare da 2 a 3 il numero di corsie dell'autostrada in ognuno dei sensi di marcia).  La sua struttura è in cemento armato.
Oltre all'attraversamento dell'Arno il ponte consente all'autostrada A1 anche l'attraversamento della ferrovia Firenze-Pisa, che è posizionata parallela al fiume Arno a nord di quest'ultimo.